# 短音階
短音階（たんおんかい、英語：minor scale）とは、全音階の一種。ポピュラー音楽界では英語でマイナースケールと呼ぶことが多い。もっとも基本的な短音階は「自然短音階」であり、その他に「和声（的）短音階」「旋律（的）短音階」が存在する。
一般的に、短音階は、陰気、悲しさといった感情を励起するが、絶対的なものではない。例えばユーロビートなどは短音階で作られる曲が多いが、テンポが速いため、陰気さはあまり感じられないことが多い。また荘重な表現や、勇敢・ワイルドな表現、冷淡・恐怖感の表現にも適している。

## 自然短音階（ナチュラル・マイナー・スケール）

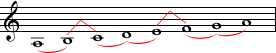
イ短調（自然短音階）の譜面

全音階を「ラ」から「ラ」まで上行することで生まれる音階であり、主音から全音 → 半音 → 全音 → 全音 → 半音 → 全音 → 全音という音程間隔となる。

## 和声短音階（ハーモニック・マイナー・スケール）
自然短音階では、主音直下の音階構成音（vii度音）が全音下の音になるため、その音から上行して主音に行っても終止感が乏しい。終止形のそれを改善するため、このVII度音を半音上げて、主音のすぐ半音下の音としたもの。属和音が7の和音の場合は不協和な三全音（トライトーン）が入ることもあり、自然短音階の素朴な物悲しさに比べ緊張感が強まり、より機能和声的終止感が強まる。「和声的」短音階という名称は、これによるものである。和声的短音階は、和声の流れとしては使いやすくなった反面、VI度音とVII度音の間隔が増二度となり、西洋古典音楽の価値観ではメロディとしては少々不自然であるとされた。

## 旋律短音階（メロディック・マイナー・スケール）
和声短音階の増2度進行の不自然さを解消するため、属和音を伴って上行するときはVII度音に加えてVI度音も半音上げ、下行する時はVI度音、VII度音とも半音増を行わない音階である（半音上げるかどうかは、実際には上行か下行かではなく、ドミナントではVI度音、VII度音を半音上げ、サブドミナントではVI度音、VII度音とも半音上げないなど、そのときに使われる和音の構成音による場合が多い）。